# سام جاكسون
سام جاكسون (بالإنجليزية: Sam Jackson)‏ (و. 1993 – م) هو ممثل، من المملكة المتحدة.

## وصلات خارجية
- سام جاكسون على موقع IMDb (الإنجليزية)
- سام جاكسون على موقع قاعدة بيانات الفيلم (الإنجليزية)